# Conde de Soissons
Conde de Soissons é um título nobiliárquico de origem feudal referente à vila de Soissons, na região da Picardia, no Noroeste de França. Aparece pela primeira vez ligado aos senhores feudais do Vermandois em finais do século IX. O território e o título são passados de geração em geração ao longo dos séculos seguintes, sendo por inúmeras vezes transmitidos por via feminina. Desta forma, desde de c.900 até 1367, podemos contabilizar oito famílias diferentes que herdaram o Condado de Soissons. Em 1367 o Condado é entregue a Eduardo III de Inglaterra como pagamento do resgate do conde Guido II de Chatillôn, Conde de Blois, no contexto da Guerra dos Cem Anos. Eduardo III concede-o nesse mesmo ano a um outro nobre francês: o seu genro Enguerrando VII de Coucy, casado com a princesa Isabel de Inglaterra, Dama de Coucy. A filha de Enguerrando VII, Maria I de Coucy, é forçada a vender o Senhorio a Luís I, Duque d'Orleães. Após o assassínio deste nas ruas de Paris em 1407, o filho de Maria I de Coucy, Roberto de Marle, recupera o Condado em 1412. Após este período conturbado, marcado pelas famílias de Coucy e d'Orleães, o Condado de Soissons será sucessivamente herdado por quatro famílias - Montbéliard, Luxemburgo, Bourbon-Vêndome e Saboia-Carignano - até 1734. O último titular é Eugénio João Francisco de Saboia que morre em 1734 sem descendentes. O título de Conde de Soissons è reabsorvido pela coroa francesa.

## Condes de Soissons

### Casa de Vermandois

Brasão de armas dos Condes de Vermandois.

O título de Conde de Soissons aparece pela primeira vez associado a um nobre feudal de um dos ramos da dinastia carolíngia: Herberto II do Vermandois. Herberto II era bisneto de Bernardo, Rei de Itália e conde de Vermandois, que perdera o trono quando se revoltara contra os Ordenatio Imperii de Luís I, o Piedoso, que faziam do Rei de Itália um vassalo do seu primo Lotário, o herdeiro do Império do Ocidente. Por sua vez Bernardo era um filho ilegítimo de Pepino I, rei de Itália, o filho secundogénito de Carlos Magno. Herberto II é então tetraneto de Carlos Magno e arroga-se aos títulos de Conde de Vermandois, Conde de Meaux e Conde de Soissons. Todos são relativos a localidades nas antigas regiões de Vermandois e Brie, no Noroeste de França. O título não é usado por nenhum dos filhos de Herberto II. A morte dos seus dois filhos mais velhos sem descendência varonil torna a linhagem do terceiro, Alberto I, a herdeira da Casa de Vermandois. O filho primogénito de Albert I, Herberto III, Conde de Vermandois, herda a maioria do património. Contudo o secundogénito, Guido I de Vermandois, toma o título de Conde de Soissons.

### Casa de Anjou
Com a morte de Guy I sem descendência varonil, a sua esposa, Adelise de Anjou assume o controlo do Condado de suo jure. Era filha de Godofredo I de Anjou e da sua mulher Adelaide de Vermandois, neta de Herbert II, Conde Vermandois (de forma que tinha reivindicações ao senhorio).

### Casa de Bar-sur-Aube
A Condessa Adelise casou em segundas núpcias com Nocher II de Bar-sur-Aube. A descendência do Condado do marido continua na descendência do primeiro casamento deste. O casal gera um herdeiro para o Condado de Soissons: Reinaldo I. O filho de Reinaldo I sucede-o em 1057 com o nome de Guido II, mas morre nesse ano, sendo sucedido pela sua irmã, Adelaide, que se torna Condessa de suo jure.

### Casa da Normandia
Guilherme Busac da Normandia é filho do Senhor d'Eu e neto legítimo de Ricardo I da Normandia. Como tal, quando o seu primo Roberto I da Normandia morre na Terra-Santa sem descendência legítima, Guilherme está entre os que contestam a autoridade do bastardo de Roberto I, Guilherme II da Normandia (mais tarde Guilherme I de Inglaterra). Após um longo período de instabilidade que se prolonga de 1035 a c.1057, Guilherme Busac não logra atingir os seus intentos e Guilherme II assegura o ducado para si. O Rei Henrique I de França compensa-o casando-o com a Condessa de Soissons, Adelaide. Os descendentes desse casamento governam o Condado até 1146.

### Casa de Clermont-Nesle
Em 1141 o Conde Reinaldo III da Normandia decide tomar ordens eclesiásticas e, na ausência de descendência sua, entrega o Condado de Soissons a um seu primo, Yves II de Nesle. Yves, o Velho (lat:Ivo senior comes Suessonis) era filho de Raul I de Nesle e alcaide de Bruges, por sua vez filho de Yves I de Nesle e da sua mulher Ramenturdis de Soissons, irmã dos Condes Reinaldo II e João I da Normandia. Yves II de Nesle torna-se, assim, Yves de Nesle, Conde de Soissons. A família de Nesle governará o Condado até 1344.

Brasão de João de Avesnes e de sua filha Joana, Condessa de Soissons.

### Casa de Avesnes
A única filha do Conde Hugo I de Nesle, Margarida, quinta neta de Yves II de Nesle, casou em c.1317 com o flamengo João de Avesnes, Senhor de Beaumont, de Noordwijk, de Beverwijk, de Tholen e de Goes, filho de João II de Avesnes, Conde da Holanda e de Hainaut. Desse casamento nasceu uma única filha, Joana de Avesnes, que em 1344 sucedeu à sua mãe à frente do Condado de Soissons. Joana casara em Novembro de 1336 (com 13 anos) com Luís II de Châtillon, Conde de Blois, de quem teve um filho. Após a morte do primeiro marido na Batalha de Crécy em 1346, desposou em segundas núpcias Guilherme II, Marquês de Namur, de quem não teve descendência. Joana de Avesnes foi o único membro desta Casa holandesa a governar o Condado. Morreu em 1350, tal como a sua mãe, numa epidemia de Peste Negra.

Brasão dos Condes de Blois, que foram Condes de Soissons por herança até 1367.

### Casa de Châtillon
O filho e herdeiro da Condessa Joana, Guy II de Châtillon, Conde de Blois (Guy III de Soissons), assumiu o governo do Condado por morte da sua mãe em 1350. Foi levado em 1360 como refém para Inglaterra juntamente com outros nobres como garantia do pagamento do resgate do Rei João II de França, que fora aprisionado na Batalha de Poitiers pelas forças do Rei Eduardo III de Inglaterra. Na falha de pagamento, foi-lhe proposto trocar o Condado pela liberdade, o que acaba por aceitar, sendo libertado a 15 de Agosto de 1367. Acaba por herdar o Condado de Blois do seu irmão mais velho João II de Châtillon, Conde de Blois, após a morte deste em 1381.

Brasão de Enguerrand VII de Coucy.

### Casa de Coucy
O Condado de Soissons foi outorgado a Enguerrand VII pelo Rei Eduardo de Inglaterra. Do casamento de Enguerrand de Coucy com a Princesa Isabel de Inglaterra nasceram duas filhas: Maria e Filipa. Após a morte de Isabel de Inglaterra em c. 1379, Enguerrand de Coucy casa em segundas núpcias com Isabel da Lorena, filha de João I de Lorena. A morte de do Conde Enguerrandna na Cruzada de Nicópolis em 1397 precipitou um conflito legal pelo Condado entre Maria I de Coucy, Condessa de Soissons de suo jure e a sua madrasta Isabel de Lorena. A disputa seria resolvida pelo Príncipe Luís de Valois, Duque de Orleães, que forçou a Condessa a vender-lhe o senhorio.

### Casa de Orleães
O Duque Luís de Orleães é assassinado nas ruas de Paris em 1407 a mando do seu primo João I, Duque da Borgonha. Sucede-lhe nos seus domínios o seu filho Carlos, Duque de Orleães (que viria a ser pai do Rei Luís XII de França). Em 1412 perde a disputa do Condado com o filho de Maria I, Roberto de Marle.

### Casa de Montbéliard
Roberto de Marle é filho de Henrique de Bar, Senhor de Marle, por sua vez filho de Roberto I, Duque de Bar. Morre na Batalha de Azincourt em 1415 e é sucedido pela sua filha Joana de Marle.

Brasão do ramo de Ligny da Casa de Luxemburgo.

### Casa do Luxemburgo-Ligny
A Condessa Joana desposou o herdeiro do ramo dos Conde de Ligny da Casa do Luxemburgo, Luís de Luxemburgo, Conde de Saint-Pol, em 1435. Luís de Luxemburgo foi Conde de jure uxoris até à morte de sua esposa em 1462. O filho de ambos, João do Luxemburgo, herda então os Condados de Soissons e Marle de sua mãe. Luís de Luxemburgo é Condestável de França aquando da invasão do Rei Eduardo IV de Inglaterra. A sua correspondência com Carlos, o Temerário, Duque da Borgonha, é revelada pelo Rei inglês na conferência que conduziu à assinatura do Tratado de Picquigny - tratado que pôs um fim definitivo à Guerra dos Cem Anos. Considerado traidor pelo Parlamento de Paris, João de Luxemburgo é decapitado 19 de Dezembro de 1475 e o seu filho João é impedido de herdar os seus senhorios. João de Luxemburgo morre no ano seguinte na Batalha de Morat, sucedendo-lhe o seu irmão Pedro do Luxemburgo (Pedro I de Soissons) nos domínios herdados da mãe de ambos. Em 1477, Pedro de Luxemburgo consegue recuperar de Luís XI de França alguns dos senhorios de seu pai.
Pedro de Luxemburgo morre em 1482 deixando uma única filha, Maria de Luxemburgo, que viria a ser Condessa de Saint-Pol, de Marle e de Soissons, suo jure. Desposa, dois anos volvidos, o seu tio materno de 34 anos de idade Jaime de Saboia, Conde de Romont. Têm uma filha, Francisca de Saboia, mas Jacques morre em 1486. Desposa no ano seguinte em segundas núpcias Francisco de Bourbon, Conde de Vendôme, e dele tem descendência que herda o título de Conde de Soissons.

Brasão da Casa de Bourbon Vendôme.

### Casa de Bourbon-Vêndome
Os descendentes do casamento entre Maria de Luxemburgo e Francisco de Bourbon usam o título de Conde de Soissons durante mais de 150 anos até 1656. Maria de Luxemburgo (1462-1546) sobrevive ao seu marido e ao seu filho primogénito, Carlos de Bourbon, Duque de Vendôme. Á sua morte o Condado de Soissons é legado ao filho mais novo Luís de Bourbon, que será o fundador do ramo Bourbon-Condé. Na geração seguinte, o Condado é mais uma vez herdado pelo filho mais novo Carlos de Bourbon, Conde de Soissons em 1569. Com a morte deste em 1612 e do seu único filho sem descendentes, Luís de Bourbon, Conde de Soissons, o Condado é herdado pela irmã deste último Maria de Bourbon.

Brasão dos Condes de Soissons da Casa de Saboia.

### Casa de Saboia-Carignano
O casamento de Maria de Bourbon com Tomás Francisco de Saboia condicionou a passagem deste título para uma outra família: a de Saboia. A Princesa Maria de Bourbon (Princess du Sang) legou o Condado ao seu filho favorito, Eugénio Maurício de Saboia. Após a morte deste em 1673, o Condado é herdado em linha varonil por mais três gerações.Com a morte do último titular, Eugénio Maurício de Saboia, em 1734, sem descendência, o título de Conde de Soissons foi reabsorvido pela coroa francesa.